# Deportivo Liceo 2020-2021
Questa voce raccoglie le informazioni riguardanti il Deportivo Liceo nelle competizioni ufficiali della stagione 2020-2021.

## Maglie e sponsor
| 1ª divisa | 2ª divisa |

## Organico

### Giocatori
| N° | Naz.                 | Ruolo | Sportivo             |  |  |  |
| -- | -------------------- | ----- | -------------------- |  |  |  |
| 1  | Spagna (bandiera)    | P     | Carles Grau          |  |  |  |
| 7  | Argentina (bandiera) | E     | Maxi Oruste          |  |  |  |
| 8  | Spagna (bandiera)    | E     | David Torres         |  |  |  |
| 9  | Spagna (bandiera)    | E     | Marc Grau            |  |  |  |
| 21 | Argentina (bandiera) | E     | Fabrizio Ciocale     |  |  |  |
| 55 | Spagna (bandiera)    | E     | César Carballeira    |  |  |  |
| 57 | Argentina (bandiera) | E     | Franco Platero       |  |  |  |
| 68 | Francia (bandiera)   | E     | Roberto Di Benedetto |  |  |  |
| 77 | Spagna (bandiera)    | E     | Jordi Adroher        |  |  |  |
| 88 | Spagna (bandiera)    | P     | Martín Rodríguez     |  |  |  |

### Staff tecnico
- Allenatore:  Juan Copa